# 阿克赛
阿克赛是俄罗斯罗斯托夫州的一个镇，位于顿河畔，距离州首府顿河畔罗斯托夫18公里，人口约3.8万（2002年）。该地于1569年首次在文献中出现，1957年，该地获得市镇地位并改为现名。